# Cortana (personaje de ficción)
Cortana es un personaje de ficción del universo de Halo, una entidad con inteligencia artificial en la que se ha conservado la capacidad de aprender y adaptarse, aun cuando esto puede ocasionar un  estado rampante, en la novela La caída de Reach comentan que habitualmente la esperanza de vida de las IA es de entre siete y diez años, dado que llega un momento que en su énfasis por aprender y crecer olvidan la ejecución de sus tareas de mantenimiento básicas y mueren.
Cortana es el nombre de una antigua espada escandinava.
Fue construida clonando el cerebro de Catherine Elizabeth Halsey, la creadora del proyecto Spartan. Esta es una de las razones por las que se cree que Cortana eligió a John-117 de entre todos los Spartans en servicio, ya que este era el preferido de la Doctora Halsey. Al comienzo de Halo 3, Cortana explica que lo eligió por ser el Spartan más afortunado de todos. Su misión principal consiste en ayudar a los Spartans a capturar a los Profetas del Covenant para luego poder negociar la paz.
A diferencia de las entidades con inteligencia artificial Forerunner (343 Guilty Spark, 2401 Penitent Tangent), Cortana no posee forma física. De todas formas, tiene la habilidad de comunicarse por medio de una fuerte voz femenina, y por medio de una imagen holográfica cuando es posible. 
Originalmente, el núcleo de Cortana estaba contenido en un disco, que podía ser insertado en la mayoría de los sistemas; mejoras posteriores le dieron la habilidad de entrar en cualquier sistema con tan solo tocarlo. Cortana fue diseñada para propósitos de infiltración y seguridad; una vez se encuentra dentro de un sistema, hay muy poco que pueda hacerse para evitar que ella tome el control absoluto.
Cortana es bastante eficiente en la coordinación y uso de toda clase de dispositivos tanto humanos como Covenant. Puede operar naves y estaciones espaciales por sí misma, pero es una función secundaria.
Durante casi todo el juego, Cortana permanece conectada al traje del Jefe Maestro, mientras analiza y recomienda los cursos de acción más apropiados. Se puede decir que el traje del Jefe Maestro es único en tanto que es además de una armadura MJolnir V una super-computadora debido a la capa de hardware que se integró entre el compuesto negro del traje y la armadura, es decir, Cortana cuando está contenida en el disco está totalmente indefensa y vulnerable.

## La importancia de Cortana
La inteligencia artificial fue diseñada con propósitos de espionaje e infiltración, sin embargo debido al ataque por sorpresa del planeta Reach se encarga de las funciones de IA del navío Pillar of Autumn al no haber tiempo de reiniciar la IA originalmente destinada a este, demostrando gran servicio durante la Batalla de la Instalación 04, de donde emergieron victoriosos los humanos de parte al Jefe Maestro, al sargento Avery J. Johnson y al Capitán Jacob Keyes.
Sin embargo se encontró con una entidad IA más fuerte 343 Guilty Spark cuando estaba en la Sala de Control de Alpha Halo (La "Instalación 04") y envió a que 343 Guilty Spark enviara ayuda al Jefe Maestro, que mientras tanto había llegado a un pantano en busca de señales del desaparecido capitán Keyes. Esto también la logró conocer las intenciones del anillo, como funciona y como se activa. Al parecer el contacto con 343 Guilty Spark la debió haber hecho caer en estado rampante, sin embargo logró ayudar a destruir Alpha Halo.

## La lealtad
Cortana posee una personalidad inteligente y vivaz, además de un buen sentido del humor. Su lealtad hacia los humanos está programada, pero ella dice que su lealtad es genuina, tal vez por el hecho de tratarse de un clon de un cerebro verdaderamente humano.
De todas formas, durante el juego puede verse que después de su larga estadía en la sala de control Instalación 04, Cortana cambia su comportamiento. Primero se ve al final del nivel Asalto a la Sala de control donde Cortana le grita al Jefe Maestro diciéndole que Keyes sigue vivo y que debe encontrarlo, luego cuando ella y el Jefe Maestro se reencuentran, le dice "bárbaro" por preguntar por la función del anillo, y entra en pánico cuando se da cuenta de que el Flood va a ser liberado. 

## Apariencia
Por su propio estado de Inteligencia Artificial, Cortana no posee una forma física. Si es cargada en un holotanque, mostrará la imagen de una mujer joven, de alrededor de los 21-25 años. Debido a que es un clon del cerebro de la doctora Halsey, Cortana toma como referencia la propia apariencia física de su "madre". Generalmente aparece cargada en un chip de datos.

## Halo 3
El Jefe Maestro ha regresado a la Tierra que está bajo el control del Profeta de la Verdad, infiltrado en una nave Forerunner salta de esta poco antes que aterrice forzosamente en el Este de África, rápidamente es encontrado por soldados guiados por el Inquisidor y el sargento Johnson, a lo largo de todo el juego recibe misteriosas transmisiones de Cortana.
Luego de infiltrarse en una Suma Caridad infestada por el Flood, el Jefe Maestro alcanza a Cortana y la rescata de las garras de Gravemind, entonces encuentran una nueva instalación 04 incompleta, rápidamente llegan a ella a bordo de un pelican y alcanzan la Sala de Control, 343 Guilty Spark se da cuenta de que quieren destruir su nuevo anillo y estalla en estado rampante, luego de ser destruido, Cortana inicia la secuencia de activación del anillo y el Inquisidor y el Jefe Maestro escapan con Cortana.
A bordo de la Forward Unto Dawn, solo la mitad cruza el portal con el Inquisidor. A cientos de miles de millones de kilómetros de la Tierra, el Jefe Maestro y Cortana están vivos, Cortana activa una cápsula criogénica para Spartans y el Jefe Maestro se criogeniza, no sin antes decirle a Cortana: Cuando me necesites despiértame.

## Relación con otros personajes
En cuando a su relación social, Cortana puede cambiar bruscamente su comportamiento y humor. Su relación con otros personajes es notable y clara a través del juego, especialmente con el Jefe Maestro, con quien tiene una relación bastante estrecha y unida, ella puede obedecer órdenes de cualquier humano sea o no un miembro alto del UNSC.
Cortana también muestra tener sentimientos, pues se enoja con el Jefe Maestro al preguntar este la función del Halo y también siente lástima por la muerte del sargento Johnson. Por último, Cortana no parece estar muy a gusto con una I.A. extraterrestre pues en Dos Traiciones, provoca el escape de 343 Guilty Spark y en "Las Fauces" se enoja cuando Spark detiene la cuenta regresiva de la autodestrucción del Pillar of Autumn.

## Windows Phone 8.1
Cortana también es una asistente personal en Windows Phone 8.1 y Windows 10 que compite con Siri de Apple Inc. y Google Now de Google Inc. Se han basado en el personaje de la saga Halo para hacerla más "personal". Entre sus funciones se destaca la del recordatorio, puedes decirle a Cortana que te recuerde cualquier cosa.